# Hispano-Suiza
Hispano-Suiza es una empresa española de automóviles de lujo y competición, que tuvo también su vertiente en el diseño y fabricación de motores de aviación, motores de embarcaciones, vehículos de transporte y bélicos, así como de armas.
La marca fue fundada en Barcelona (España) en 1904 por los empresarios españoles Damián Mateu, Francisco Seix Zaya y el ingeniero suizo Marc Birkigt. La empresa tuvo un gran desarrollo durante la segunda y tercera décadas del siglo XX. En 1911 había establecido una filial en Francia, abriendo en 1914 una fábrica en Bois-Colombes que con el paso del tiempo sobrepasó a la matriz española en cantidad y en posición en el mercado de su producción, principalmente debido al golpe de Estado de 1936, que dio lugar a casi tres años de guerra civil en España.
Los activos automovilísticos de la Hispano-Suiza española (la fábrica de Barcelona y la gama de productos, proyectos y patentes; pero no la empresa como tal ni la marca Hispano-Suiza) fueron adquiridos por el Instituto Nacional de Industria (INI) en el año 1946. Tras esta nacionalización se creó ENASA, que se dedicó a la fabricación de camiones, autobuses y —durante un corto periodo— de coches deportivos, bajo la marca Pegaso.
En 1920 se produce la nacionalización de la división de motores aeronáuticos radicada en Francia por parte del gobierno francés, creando la Société Française Hispano Suiza, siendo absorbida por Snecma, filial del grupo francés Safran en 1968.
Se estima que entre los años 1904 y 1946, Hispano-Suiza produjo más de 12 000 vehículos y hasta 50 000 motores de aviones.
En el año 2000 la familia Suqué Mateu llegó a un acuerdo de cesión de marca con la empresa de ingeniería Mazel, también con sede en Barcelona, para fabricar un prototipo, el superdeportivo biplaza de lujo HS21, que vio la luz en el Salón del Automóvil de Ginebra ese mismo año. En los años 2001 y 2002, se presentaron los modelos K8 y el HS21-GTS, sendas evoluciones del primero.
En 2019 la marca fue refundada y presentó, nuevamente en el Salón del Automóvil de Ginebra, un superdeportivo biplaza 100% eléctrico llamado Carmen.
La marca Hispano-Suiza forma parte del Grupo Peralada (propiedad de los descendientes de Arturo Suqué Puig y Carmen Mateu Quintana), orientado hacia el lujo en gastronomía y entretenimiento a través de su cartera global de empresas de casinos, restaurantes, hoteles, campos de golf, viñedos, festivales de música y puertos deportivos.

## Historia

### Precedentes

#### Compañía General Española de Coches Automóviles E. de la Cuadra (1898-1901)
La «Compañía General Española de Coches Automóviles Emilio de la Cuadra, Sociedad en Comandita» era una empresa española que había sido fundada en Barcelona en septiembre de 1898 por el militar español, capitán de artillería e ingeniero industrial Emilio de la Cuadra Albiol. Estaba situada en la calle Diputación, esquina con el paseo de San Juan, en Barcelona. Además de fabricar automóviles también llevaba la representación de los coches Benz & Cie.
A sugerencia de Carlos Vellino, ingeniero de origen suizo que trabajaba en la fábrica, Emilio de la Cuadra contrató en agosto de 1899 a un joven ingeniero suizo de 21 años que llevaba trabajando en Barcelona desde hacía varios meses, Marc Birkigt.
Debido al fracaso del motor eléctrico, al hacer la demostración pública de un ómnibus en 1900 una vez convocada la prensa, Vellino abandona la empresa y Marc Birkigt es nombrado director técnico.
Si bien el diseño del automóvil eléctrico terminó en fracaso, abandonándose su fabricación en 1900, Marc Birkigt había estudiado entretanto los coches Benz que representaba la empresa, centrándose principalmente en la parte mecánica. De este modo, Birkigt se dio cuenta de las enormes posibilidades que ofrecía el motor de explosión, llegando a la conclusión de que este sería el futuro de la automoción.
De esta manera, La Cuadra construyó unas pocas unidades de su modelo Centauro entre 1900 y 1901 para probar un motor de explosión que resultó un éxito gracias a su gran calidad, sencillez y funcionalidad, destacándose claramente sobre los restantes del mercado. Marc Birkigt diseñó dos motores, ambos de dos cilindros con 4,5 y 7,5 HP, respectivamente. A mediados de 1901 los vehículos de La Cuadra comenzaron a estar listos.
Sin embargo, la capacidad financiera de La Cuadra era muy limitada (principalmente debido a sus fallidos vehículos eléctricos), lo que unido a la huelga general de mayo de 1901 y a las escasas ventas de los automóviles Benz, provocaron que Emilio de la Cuadra declarase la suspensión de pagos en ese mismo año. El militar solicitó reingresar en el ejército.
La empresa fabricó solamente unos cinco ejemplares de la serie de seis que tenía prevista.

#### J. Castro (1902-1904)
Un año más tarde, en noviembre de 1902, el empresario gallego José María Castro Fernández, uno de los principales acreedores de La Cuadra, constituyó, una vez conseguido apoyo financiero, la sociedad "J. Castro, Sociedad en Comandita, Fábrica Hispano-Suiza de Automóviles", asumiendo el personal técnico y los obreros especializados de la anterior compañía.
El ingeniero suizo Marc Birkigt fue el director técnico de la firma y formó parte de la nueva sociedad en calidad de socio industrial, por lo que se adoptó la denominación de Hispano-Suiza por primera vez.
Castro adquirió todas las instalaciones, maquinaria y utillaje de Emilio de la Cuadra e instaló su empresa en la calle Floridablanca de Barcelona. La nueva compañía empezó por acabar los vehículos que habían quedado a mitad del proceso de fabricación. Mientras tanto Birkigt trabajó en el diseño de un nuevo motor, un bicilindro derivado del último motor que había diseñado para Emilio de la Cuadra con una potencia de 10 HP (10 CV; 7 kW) y que fue montado en el primer modelo que Castro presentó como coche propio en 1903. Este vehículo contaba con una caja de cambios de cuatro velocidades, algo muy inusual en aquel tiempo.
El nuevo modelo de Castro tuvo una buena acogida y se vendieron al menos cuatro unidades, una de ellas en 1903 al empresario del sector de las artes gráficas Francisco Seix, un admirador de los diseños de Marc Birkigt y que a su vez ya tenía un pequeño bicilindro La Cuadra.
Entre tanto Marc Birkigt ya estaba trabajando en el desarrollo de un nuevo motor, un 4 cilindros de 2.545 cc y 14 HP (14 CV; 10 kW). Fue el primer motor de 4 cilindros creado por Birkigt y presentaba como novedad dos árboles de levas, uno para la admisión y otro para el escape.
Pero al igual que le ocurrió a su predecesor, las condiciones económicas para continuar con la actividad no fueron las más favorables y el capital se agotó pronto. Aunque también quebró esta nueva empresa, gracias al éxito de sus nuevos automóviles, Birkigt ganó fama por su ingenio, creatividad y talento como diseñador de motores.
En marzo de 1904 se cerró la compañía, cuando Birkigt estaba en pleno diseño de un nuevo motor, una evolución del 14 HP.

### La Hispano-Suiza (1904-1946)

#### Inicios

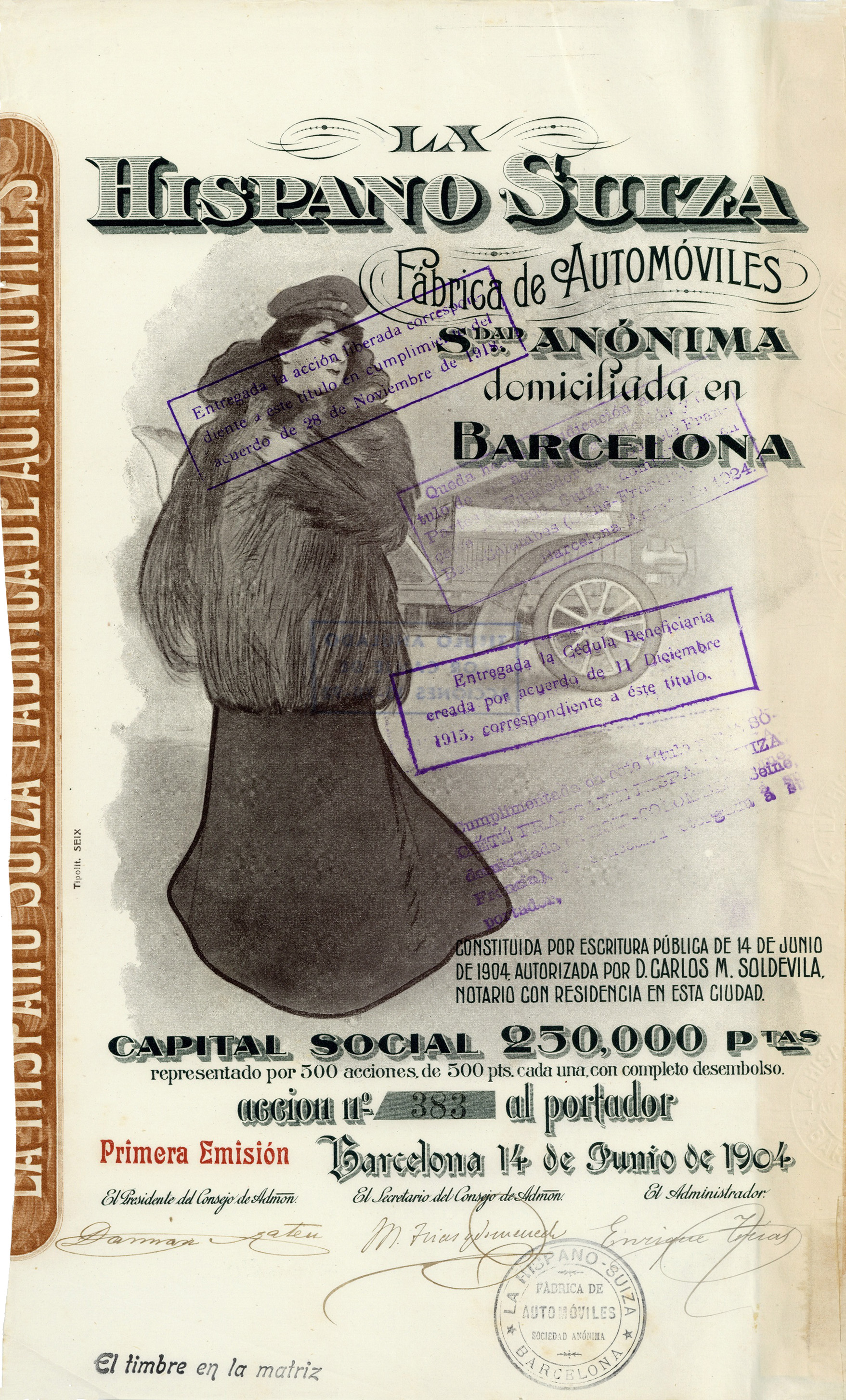
Acción de fundación de La Hispano Suiza Fábrica de Automóviles por 500 pesetas, emitida en Barcelona el 14 de junio de 1904, firmada en original por Damián Mateu, cofundador, presidente y financiero de la empresa.

Cuando la compañía J. Castro se arruina, Francisco Seix Zaya convence a su amigo, el abogado y empresario del sector metalúrgico Damián Mateu Bisa, que a su vez era acreedor de Castro, para que se hiciera cargo de la industria. Damián Mateu también escuchó los razonamientos de Birkigt y se interesó por el futuro del automovilismo.
Como resultado de estas conversaciones iniciales aparece el 1 de abril de 1904 un estudio de viabilidad en el que se hace un análisis exhaustivo de los motivos por los que tanto La Cuadra como Castro han fracasado en sus respectivos proyectos. Básicamente el estudio concluye que el principal problema de las anteriores empresas fue la falta de recursos financieros suficientes para hacer frente al desarrollo de prototipos y la compra de maquinaria apropiada.
Es así que el 14 de junio de 1904 se constituye una nueva sociedad, "La Hispano-Suiza, Fábrica de Automóviles, S. A.". Damián Mateu será el presidente, Francisco Seix vicepresidente y Marc Birkigt el director técnico.
El capital inicial de la empresa se cifraba en 500 000 Ptas, de las cuales se emiten la mitad en 1904, y al año siguiente la mitad restante, quedando así 1000 acciones de 500 pesetas.
En las mismas instalaciones de J. Castro de la calle Floridablanca comenzaron los trabajos de la nueva compañía. En primer lugar, el trabajo se centró en concluir los últimos automóviles Castro que habían quedado pendientes. Así, a finales de 1904 se entregaron dos Castro de 10 HP (10 CV; 7 kW) y los dos primeros coches que se ponen a la venta con el nombre de Hispano-Suiza, ambos de 14 HP (14 CV; 10 kW). Uno de estos Hispano-Suiza fue adquirido por un cliente argentino a un precio de 14.000 pesetas de la época.
El Castro 14/16 HP fue la base del primer Hispano-Suiza, de 20 HP (20 CV; 15 kW) y 3.770 cc, que se puso a la venta en los primeros días de enero de 1905. Este modelo será el de más éxito de esta primera serie y con el que se iniciarán los triunfos en el mundo de la competición.
En agosto de 1905 Marc Birkigt viajó a Ginebra, acompañado por el agente comercial de la marca, Ernest Stofler, para cerrar un convenio por el que la "Société d'Automobiles à Génève" adquiría los derechos de fabricación de coches bajo licencia de Hispano-Suiza.
Gracias a su fiabilidad, calidad y prestancia, los automóviles Hispano-Suiza fueron pronto considerados como coches de lujo y símbolos de prestigio social. Además eran lo suficientemente rápidos como para hacerse un hueco en las incipientes carreras de coches y triunfar en múltiples competiciones.
Como era costumbre en la época, los fabricantes de automóviles de lujo entregaban únicamente el chasis y el motor y correspondía al cliente escoger al carrocero de su elección para que construyese la carrocería según sus gustos y especificaciones. Así fue cómo se abrió el camino para que los Hispano-Suiza tuviesen carrocerías diseñadas por los mejores carroceros de España y Europa.

#### Desarrollo e impulso para Hispano-Suiza

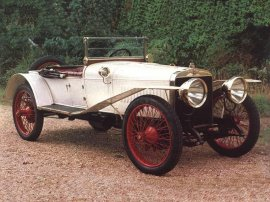
Hispano-Suiza Alfonso XIII (T45) de 1908.

El rey Alfonso XIII de España era un gran aficionado al mundo del automóvil, y pronto tuvo un gran interés por la marca. Esto fue como consecuencia de la labor del agente de ventas de Hispano-Suiza, Francisco Abadal, que tanto ayudaría a la buena reputación y éxito de la marca española, tanto en el campo de la competición como en el publicitario. Efectivamente, en 1905 presentó al monarca un coche de 20 CV, y el rey quedó muy satisfecho de su manejo. En concreto, le fue entregado al rey en el año 1907 un modelo de 4 cilindros y 20 CV.
Este fue el comienzo de una estrecha relación entre la mítica casa y el monarca español, que siempre fue un gran partidario de la misma y que llegó a tener muchos de los modelos que fabricó la firma y de los que llegó a decir que "eran los únicos autos de lujo que no se conducían como un camión". Incluso compró 250 acciones en 1910 y participó en las ampliaciones de capital de 1915 y 1916, llegando a poseer el 8% de las acciones. Este interés hizo que el rey, el cual era considerado toda una autoridad en el mundo del automovilismo, promocionase la marca en los círculos de la alta sociedad y que contribuyera, entre otros, a la difusión del buen nombre y fama de Hispano-Suiza, siendo apreciados como coches fiables, potentes y de categoría.
A partir de 1906, la Hispano-Suiza se presentó en los salones del automóvil, como el de París o el de Londres, provocando la admiración y curiosidad, a la vez que el reconocimiento de sus cualidades, entre el numeroso público asistente. En ese mismo año, el capital se amplió hasta 1.500.000 pesetas y se adquirió un gran terreno situado en La Sagrera (Barcelona), para la instalación de una nueva fábrica con el objetivo de satisfacer el constante aumento del número de clientes.
Poco a poco Hispano-Suiza fue completando su gama de modelos, que ya se extendía desde un pequeño utilitario de 12/15 CV hasta un gran 60/75 CV de 6 cilindros. En 1908 la firma alcanzó la cifra de 200 unidades vendidas, destinadas al uso de ciudad y turístico en 24 series distintas, correspondientes a modelos con motores de 4 cilindros y potencias de 20/30, 24/30 y 30/40 CV.
El rey Alfonso XIII solicitó a Birkigt que fabricara un modelo deportivo de serie basado en los victoriosos coches de carrera de la marca. De esta forma nació un deportivo de 15/45 CV al que se denominó posteriormente "Alfonso XIII" en honor al rey, y que constituyó uno de los mejores coches de la Belle Époque. Sus cualidades de potencia, ligereza y estabilidad, inusuales en aquel tiempo, así como el patrocinio real, provocaron que fuese un automóvil muy apreciado y demandado.
Los talleres de la calle Floridablanca pronto se quedaron pequeños y, como consecuencia del constante incremento de la demanda, la producción se traslada en 1907 a la nueva fábrica de La Sagrera, de mayor tamaño y más moderna. En ese mismo año, Hispano-Suiza fabricó su primer auto con motor de seis cilindros (siendo el primero fabricado en España), el cual tenía una configuración de tres bloques con dos cilindros. Este motor fue creado para rivalizar con los modelos más lujosos de distintas marcas automovilísticas.
Por otra parte, ya en 1906 Hispano-Suiza comenzaba sus incursiones fuera del mundo del automóvil, con la construcción de un motor marino de 20 CV a petición de los prácticos del puerto de Barcelona, creando otro motor de 12 CV en 1909 para la misma finalidad portuaria. La marca también construyó motores marinos aplicables asimismo al deporte náutico.
A partir de 1918, además de los ya citados, se crearon los motores de 30/40 y 40/50 CV, motores que, con los años, se fueron renovando por otros modelos más modernos y en consonancia con los fines a los que estaban destinados.
Desde 1908 Hispano-Suiza también fabricó chasis industriales para ómnibus, camiones y ambulancias. Con la mejora de los motores, Hispano-Suiza lanzó al mercado en 1909 varios modelos con destino al transporte público, contribuyendo decisivamente a la creación de muchas empresas de transportes de pasajeros y correo, adoptando todas ellas el nombre de Hispano-Suiza en su razón social, como por ejemplo la Hispano Alto-Aragonesa, la Hispano-Hilariense, la Hispano-Manresana, etc. Es de destacar la política de ventas de las "viajeras" (autobuses) que siguió la compañía: Si alguien estaba interesado en comprar un autobús, solo tenía que solicitarlo. Entonces, tras un estudio económico de viabilidad, se creaba una sociedad conjunta con Hispano-Suiza en la que ésta aportaba como capital el vehículo y el otro socio su trabajo. Cuando los beneficios repartidos por la sociedad igualaban el monto del vehículo más los intereses, ésta se disolvía.
Es en esos momentos cuando Hispano-Suiza comenzó a participar en carreras de forma oficial. El espaldarazo definitivo para la marca llegó en septiembre de 1910, cuando sus pequeños autos de competición quedaron vencedores en los Grand Prix de Ostende y Boulogne, las pruebas automovilísticas de mayor repercusión entre las que se celebraban por aquel entonces.
Pero en 1910, cuando la empresa empezaba a tener éxito comercial, estalló una huelga de trabajadores que amenazó con el hundimiento de la compañía. Como consecuencia de la huelga hubo que cancelar muchos pedidos, tanto nacionales como internacionales: Se suspendieron las representaciones en el extranjero y se perdieron trabajadores especializados en la fabricación de automóviles, todo lo cual supuso una pérdida de un tercio de la producción.

#### Producción en Francia

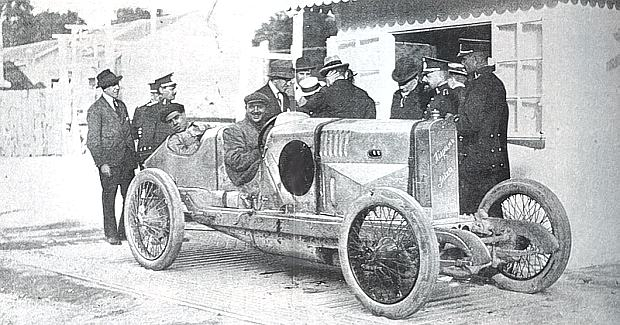
Hispano-Suiza modelo "La sardina" de 1914.

Como consecuencia de este golpe a la compañía, entre otras razones, ésta decidió instalar una fábrica sucursal en 1911, en Levallois-Perret (muy cerca de París), para mantener el ritmo de producción y satisfacer el constante aumento de pedidos, en especial los del Hispano-Suiza Alfonso XIII. Marc Birkigt, a petición del Consejo de Administración de la empresa, se traslada a vivir junto con su familia a París en 1911 para organizar y dirigir la producción de la nueva fábrica. Esta decisión tuvo consecuencias muy favorables para el desarrollo de la sociedad, ya que se disponía de mayor cantidad de materias primas, había muchas empresas auxiliares de la automoción que podían abastecer mejor a la fábrica de Hispano-Suiza, las exportaciones podían ser más rápidas y a menor costo, facilitando así el acceso al lucrativo mercado francés. En 1912, la fábrica de París superó la producción de su homónima de Barcelona. En ese mismo año, la empresa experimenta la sobrealimentación con compresores mecánicos, aunque poco después fracasaron con unos motores con válvulas en cabeza.
En 1913, una vez finalizado el contrato de arrendamiento de las instalaciones que utilizaba la fábrica francesa, Birkigt también hubo de encargarse del traslado de la producción a Bois-Colombes (cerca de París). Así, en el año 1914 la factoría ya estaba lista para continuar con la actividad, aunque la nueva instalación tuvo que dedicarse a los pocos meses de su inauguración a fabricar armamento para el ejército francés a causa de la Primera Guerra Mundial.
En ese mismo año se empezó a fabricar un nuevo diseño del modelo "Alfonso XIII" con 16 válvulas, resultando un nuevo vehículo de color plata y carrocería de aluminio conocido como "La sardina", que acumuló un espectacular palmarés de carreras en cuesta. Es conocido como el primer deportivo de la historia del automóvil.

#### La Primera Guerra Mundial, motores aeronáuticos

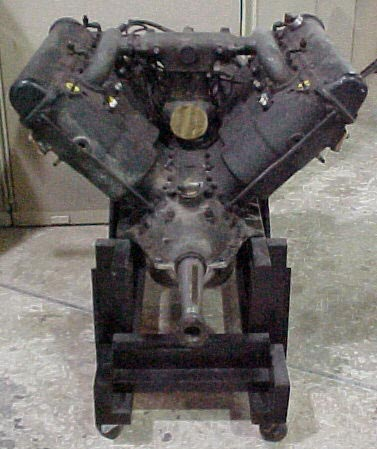
Motor de aviación Hispano-Suiza V8 de 140 CV, construido durante la Primera Guerra Mundial.

En 1914 estalló la Primera Guerra Mundial y la casa Hispano-Suiza tuvo que afrontar una etapa decisiva en su desarrollo. Dados los hechos, Birkigt y su familia se trasladaron de nuevo a Barcelona, regresando otra vez a París después de la contienda.
1915 marcó un hito en la historia de la marca, ya que en ese año Marc Birkigt terminó en Barcelona su primer motor de aviación. Los motores Hispano-Suiza serían de una gran relevancia durante la Gran Guerra contribuyendo a la victoria aliada. Asimismo estudió el desarrollo de un nuevo motor que tenía el mismo principio mecánico que el de los coches de competición, basado en la tecnología de mando directo. Este desarrollo tuvo una gran importancia en el mundo automovilístico de la época. Pero la fábrica francesa tuvo que paralizarse durante la guerra y la española sufrió grandes problemas de abastecimiento, debiendo recurrir al mercado estadounidense. En España la demanda interna se vio fuertemente multiplicada a causa de los pedidos del Ministerio de la Guerra, y los dirigentes de Hispano-Suiza se vieron obligados a triplicar la producción en la factoría de La Sagrera. Estos motores de Hispano-Suiza de 140 CV fueron montados en los aviones que la SECAS fabricó para la Aviación Militar española entre 1916 y 1917.
España carecía de suficientes recursos mecánicos como para abastecer a la aviación de la Gran Guerra. De este modo el gobierno español encargó la producción de motores de aviación a la fábrica Hispano-Suiza. A los motores de aviación se les aplicaron los principios del mando directo. Nació así un motor de 8 cilindros en V con otro nuevo avance, los bloques de aleación de aluminio, que aligeraron notablemente el peso de los motores pero desarrollando la misma potencia. Los países aliados presentes en la guerra comprobaron que los motores diseñados por Hispano-Suiza superaban con facilidad a los motores con los que contaban inicialmente. En consecuencia, los pedidos empezaron a aumentar, pero como las fábricas de Hispano-Suiza no tenían la capacidad de fabricación suficiente para abastecer a todos los países, la firma vendió licencias de sus motores a varios fabricantes en distintos países como Francia, Reino Unido, Estados Unidos, Italia, Japón, Rusia, etc.
Se llegaron a fabricar 49.893 motores de avión Hispano-Suiza producidos directamente por la empresa o bien bajo licencia, que obtuvieron óptimos resultados en pruebas de resistencia, llegando a soportar las 50 horas de funcionamiento ininterrumpido. Cabe destacar que, aunque la producción de automóviles de lujo daba prestigio a la marca, con el tiempo el principal volumen de negocio lo constituyeron los motores para aviones, en especial en Francia, aunque sucedió lo mismo en España. Algo similar pasaría más adelante con Rolls-Royce.

#### Demanda del gobierno francés

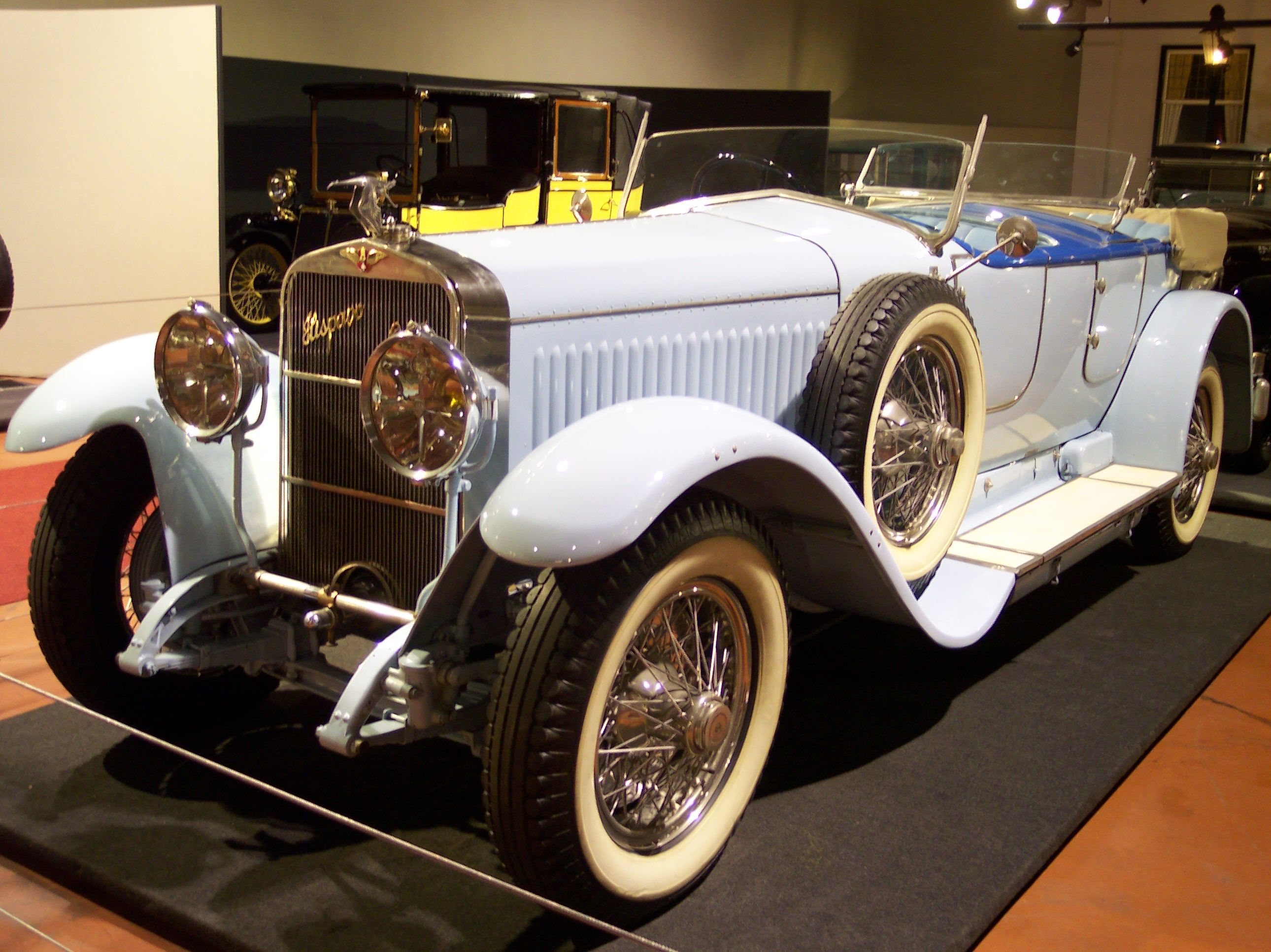
Hispano-Suiza H6B Million-Guiet Dual-Cowl Phæton de 1924.

Aunque Hispano-Suiza experimentó por aquel entonces un gran impulso gracias a los beneficios obtenidos en la Primera Guerra Mundial, el gobierno francés presentó una demanda contra la empresa, gravándola con un impuesto extraordinario y arbitrario, argumentando burdamente que durante la guerra había acumulado un gran capital.
En 1920, las pretensiones de la administración francesa eran cada vez mayores, exigiendo cantidades de dinero que afectaban al capital social de la compañía. Damián Mateu se negó a pagar alegando que era una empresa española y que, conforme al tratado de 1862, ninguna empresa española pagaría impuestos en suelo francés ni viceversa. Pero el Estado francés desestimó estos argumentos y procedió al embargo de todas las fábricas y propiedades que tuviera la firma en Francia.
Damián Mateu logró involucrar al gobierno español, provocándose así un conflicto entre gobiernos. Este se prolongó hasta 1922, en que las dos partes se pusieron de acuerdo para aceptar el laudo del antiguo presidente de la Confederación Helvética, Gustave Ador. Este falló lógicamente a favor de España e Hispano-Suiza. En virtud del acuerdo, la sucursal francesa pasaría a tener entidad propia y sería gestionada por una sociedad autónoma francesa con capital francés, la "Société Française Hispano Suiza, S. A.", donde Birkigt ocuparía el cargo de vicepresidente. La nueva sociedad tenía derecho a usar la marca y las patentes de Hispano-Suiza, y si bien en un principio la casa matriz española poseía la mayoría de las acciones de la empresa filial francesa, con las continuas ampliaciones de capital esta proporción se fue reduciendo.
Desde Francia Birkigt siempre mantuvo los lazos laborales y técnicos entre las mismas en calidad de inventor y director técnico de ambas, diseñando los vehículos y motores de todas las fábricas.

#### Edad de oro de Hispano-Suiza, años 20 y 30

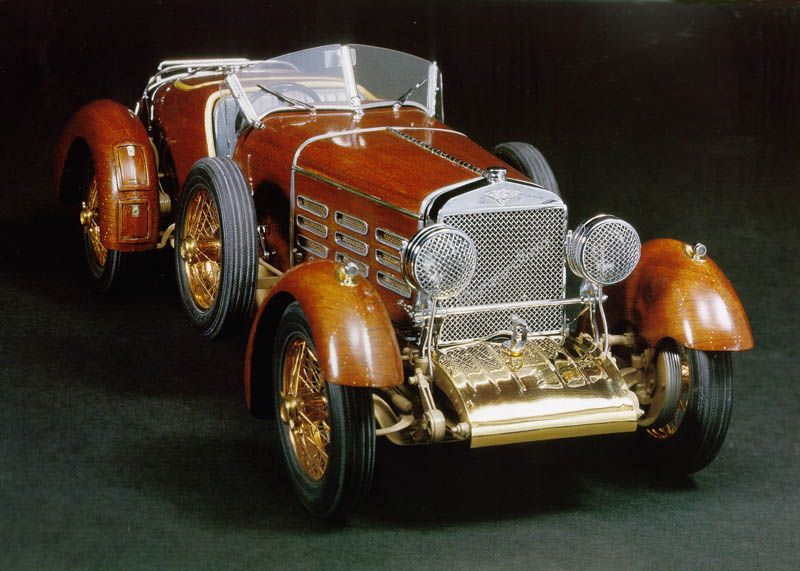
Detallada representación a escala del modelo H6C Tulipwood Torpedo, en el que se pueden observar los listones de madera.

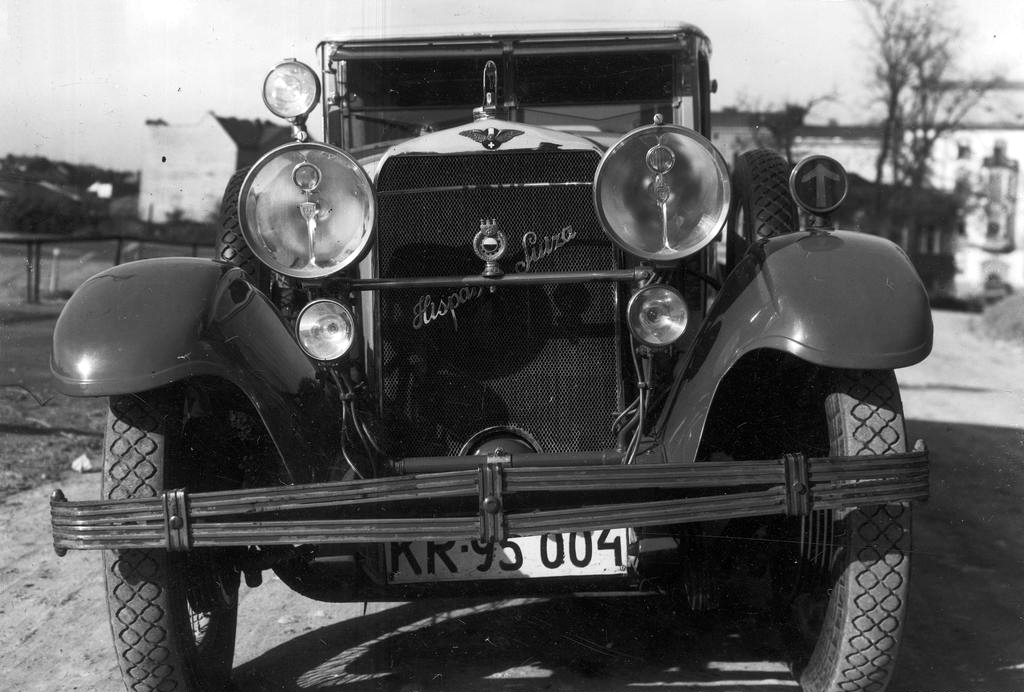
Parte delantera de un Hispano-Suiza (circa diciembre de 1930).

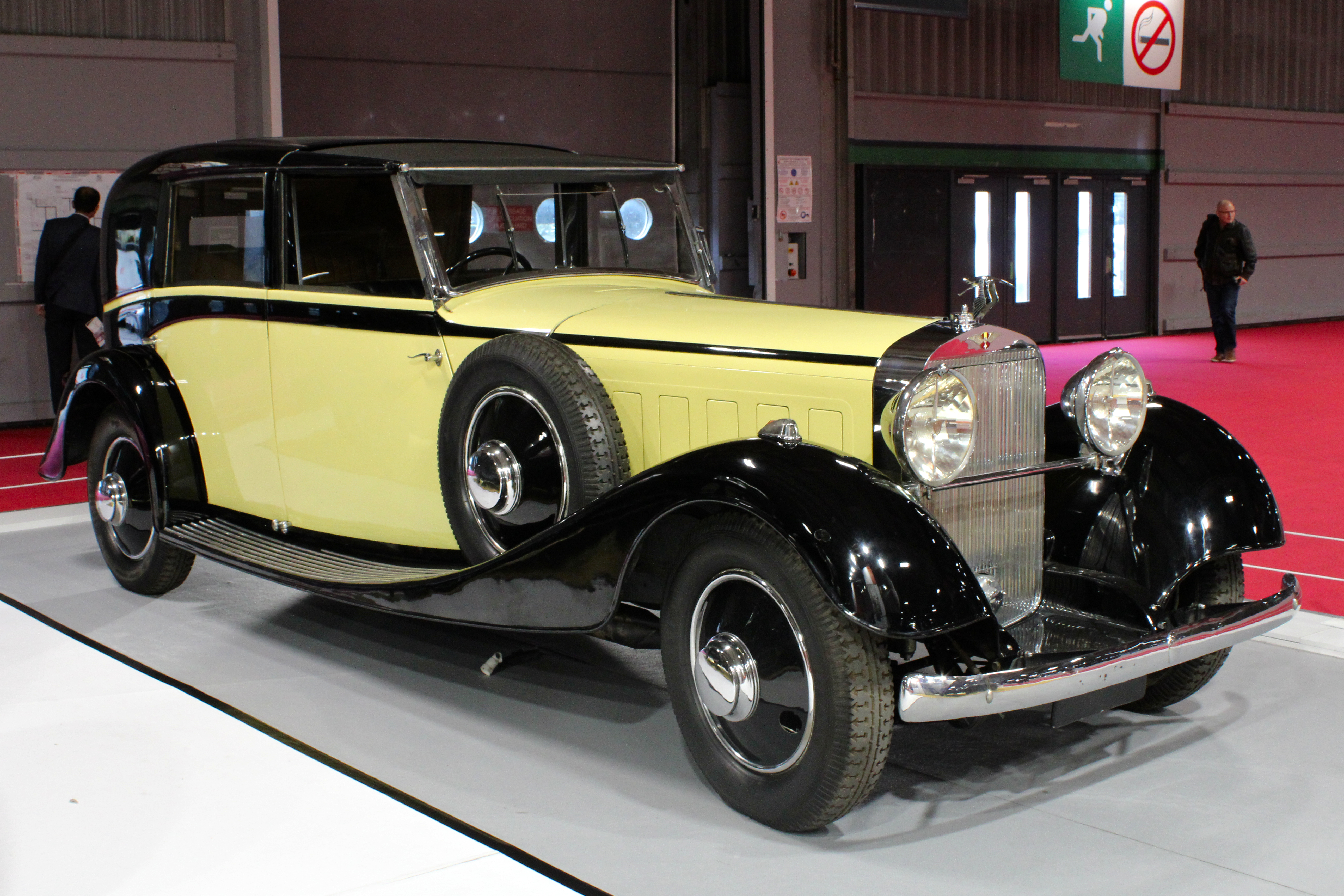
Un J12 de 1934 en el Salón del Automóvil de París de 2018.

Los éxitos cosechados por la marca española con sus motores de aviación durante la Primera Guerra Mundial, provocaron que su capital creciera enormemente, dando como resultado 6.500.000 pesetas de capital en 1915 y 10.000.000 de pesetas en 1918. Dada la creciente demanda, se adquirieron más terrenos en La Sagrera y se abrió una nueva fábrica en 1915 en la localidad de Ripoll para establecer las secciones auxiliares de la empresa.
Desde ese momento, la Hispano-Suiza lució un nuevo emblema junto con las banderas de España y Suiza: la cigüeña, en honor a una escuadrilla francesa de aviación equipada con motores Hispano-Suiza, la cual había destacado por sus victorias en la guerra con unos cazas que tenían pintada esta ave en el fuselaje de los aviones. Cuando en 1917 murió en combate uno de los pilotos más destacados de la aviación aliada, Georges Guynemer, miembro de la citada escuadrilla de las cigüeñas, Hispano-Suiza adoptó la cigüeña como mascota de la marca en homenaje al héroe.
La primera aparición de la cigüeña plateada se produjo en el Salón del Automóvil de París de 1919, sobre el capó del nuevo Hispano-Suiza H6B, una lujosa y vanguardista berlina y de una sofisticada técnica que montaba los nuevos motores basados en los de aviación. El vehículo incorporaba además una primicia mundial: los frenos servoasistidos; muy pronto, otras marcas como Rolls-Royce, Renault o General Motors solicitaron la patente a Hispano-Suiza, debido a que este era un sistema eficaz para frenar adecuadamente coches de mucho peso, como las grandes berlinas de lujo.
Mientras tanto, en Barcelona se paralizaba casi totalmente la producción en 1919 como consecuencia de las fuertes tensiones laborales.
En el año 1920 se reemprendió la producción en la factoría francesa de Bois-Colombes con el nuevo chasis del H6B, un coche adelantado a su tiempo equipado con motor de 6 cilindros y 6,6 L, capaz de alcanzar los 150 km/h. El modelo fue creado con el objetivo de competir con Rolls-Royce y fue todo un éxito en el mercado.
Asimismo, en enero de 1920, los Reyes de España inauguraron la nueva factoría Hispano en Guadalajara, solicitada por Alfonso XIII a Damián Mateu para garantizar el suministro de coches, camiones y motores de aviación para el ejército español. La nueva sociedad se había constituido en 1917 con el nombre de "La Hispano, S.A. Fábrica de Automóviles y Material de Guerra". Una sociedad constituida para la fabricación de automóviles y camiones ligeros para el ejército, motores, material de guerra (ametralladoras y cartuchería) y aeroplanos. Para la dirección de esta última sección ya se había contratado al capitán de Ingenieros Eduardo Barrón, quien contaría con el personal y la maquinaria de la desmantelada Compañía Española de Construcción de Aeroplanos de Santander (CECASA). Si bien Mateu era su presidente y los diseños eran de Birkigt, decidieron darle una entidad independiente. Asimismo había militares formando parte del consejo directivo. En ella se fabricaron unos pocos automóviles económicos que no incorporaban la bandera de Suiza en el escudo, como el modelo "Guadalajara", un utilitario tipo 24 de 8/10 CV, pero sobre todo se construyeron camiones para uso civil y castrense, cañones y material militar. Durante ese periodo también se produjeron algunos vehículos acorazados de combate y se creó además una sección independiente destinada a la construcción aeronáutica, la Hispano Aircraft, que llegó a contar con aeródromo propio. La nueva fábrica situaría durante dos décadas a Guadalajara entre los centros fabriles más importantes de Europa dedicados al desarrollo de la industria aeronáutica y automovilística.
Es de destacar la victoria en 1921 del rey Alfonso XIII en la carrera de "La Cuesta de las Perdices" (Madrid), estableciendo una nueva marca con su torpedo H6 de serie, consiguiendo muy buenas críticas entre el público y entendidos.
Paralelamente, Hispano-Suiza sigue batiendo récords en 1924 con el nuevo modelo H6C lanzado por la fábrica de París, de 160 CV y que superaba los 150 km/h, siendo el coche más veloz de su tiempo. Se diseñaron dos versiones, una de chasis largo de lujo y otra de chasis corto para la competición. Ese año se venden dos automóviles H6C de chasis corto a Gran Bretaña, uno al capitán Kingston y otro a Woolf Barnato; este último batió 8 récords mundiales en noviembre de 1924 en el autódromo de Brooklands. Con el paso de los años siguen acumulándose victorias con el H6C de chasis corto en España, Reino Unido y Estados Unidos, en donde Charles Weyman vence a un Stutz a bordo de su H6C en el Indianapolis Motor Speedway en septiembre de 1928.
En 1924 comenzó en Barcelona la fabricación del T49, una versión simplificada, reducida y muy eficaz del gran H6 francés, que tenía un motor de 6 cilindros con la configuración idéntica al modelo grande pero con la culata desmontable. Tanto ésta como el bloque eran de fundición de hierro. Un año más tarde salió también en Barcelona el T48, un modelo inferior de 4 cilindros y 58 CV.
En 1925 Carlos Ballester consiguió la representación de la marca Hispano-Suiza en Argentina. El acuerdo contemplaba en una primera fase la importación de los chasis y posterior construcción de las carrocerías en el país, para posteriormente ser fabricados en su totalidad. Se creó así la sociedad "Hispano-Argentina Fábrica de Automóviles S. A. (HAFDASA)", destinada a la producción de automóviles y motores Hispano-Suiza, además de piezas y repuestos para esta y otras marcas de automóviles, camiones y ómnibus. Entre los modelos fabricados destaca el T49, estimándose el número de ejemplares producidos en torno a los 200. La Hispano-Argentina llegó a producir motores diésel propios, de hasta 150 CV. Con ellos equiparon camiones y autobuses que poco tenían que ver con los Hispano-Suiza españoles.
Desde 1926 hasta 1929 también se fabricó el exitoso H6B bajo licencia, en territorio de la antigua Checoslovaquia por parte de la marca Škoda. Primeramente ensamblando los componentes recibidos desde Francia, para posteriormente fabricar y ensamblar el coche en su totalidad. Se llegaron a construir unos 150 coches que fueron denominados como "Škoda-Hispano-Suiza 25/100 PS".
En 1928 se lanzó en Francia un nuevo modelo, el supremo 56 de 46 CV y 6 cilindros de acero nitrurado que como los anteriores confirmó la superior calidad de la marca en tecnología, diseño y elegancia.
Un año más tarde, en 1929, se inició en Barcelona la construcción del H6C bis versión mejorada y del T60.
En el campo de la aviación cabe destacar el vuelo del Jesús del Gran Poder en 1929, un avión Breguet 19 impulsado por un motor Hispano-Suiza de 600 CV, que cruzó el Océano Atlántico desde Sevilla hasta Bahía (Brasil), y poco después, un aeroplano equipado con un motor diseñado por Marc Birkigt realizó un vuelo histórico al recorrer sin escalas el trayecto París-Nueva York. Sería la mayor hazaña de la época.
Prueba del crecimiento económico experimentado en Europa durante los años 20 son las dos exposiciones celebradas en España en 1929. La primera fue la Exposición Ibero-Americana de Sevilla, en la que el pabellón de Hispano-Suiza estaba situado en la Avenida de Portugal, obra del arquitecto Vicente Traver y que ocupaba una superficie de 1.500 m². En ese mismo año también se organizó la Exposición Internacional de Barcelona, estando ubicado el pabellón de la firma en la avenida del Mirador frente al Palacio Nacional de Montjuic.
Testimonio del éxito y la fama conseguida en toda Europa fue la cartera de clientes de Hispano-Suiza, la cual destacaba por su prestigio a todos los niveles: el rey Alfonso XIII, el rey Gustavo V de Suecia, Carlos II de Rumania, Abbas II Hilmi de Egipto, el rey de Afganistán, el príncipe Luis II de Mónaco, el príncipe consorte de Gran Bretaña, el Sha de Persia, el príncipe Dimitri de Rusia, y Lord Mountbatten. Por otra parte, la burguesía y la élite industrial y financiera se sintió igualmente atraída por esta célebre marca digna de reyes, solamente comparable a otras grandes firmas de lujo de la época como Rolls-Royce, Duesenberg o Mercedes-Benz. Famosos clientes de Hispano-Suiza fueron Guggenheim, Vanderbilt, Rothschild, André Citroën, Edsel Ford, René Lacoste, Cartier, Bacardí, Cointreau, Tissot, Bulova, Albert Einstein o Pablo Picasso entre otros.
Fue tal su renombre que incluso llegó a escribirse una novela en Francia titulada "L'Homme à l'Hispano" (1926) (traducida al español como "El hombre del Hispano") y que fue llevada al cine en 1933 en este país.
La Hispano-Suiza francesa presentó en el Salón del Automóvil de París de 1931 el J12, un coche caracterizado por su lujo y buen diseño. El J12 era un coche de características inauditas en aquella fecha: con un motor muy elástico, veloz y silencioso de 12 cilindros, 9500 cc y 220 CV, superaba los 170 km/h y podía pasar de 0 a 100 en 12 segundos.
La factoría de París dejó de fabricar en 1934 el mítico H6 después de 15 años en producción, así como el Hispano-Suiza Júnior, si bien este último continuó construyéndose en Barcelona. En ese mismo año Marc Birkigt completó en Francia el diseño del K6, de 6 cilindros y 30 CV, el último automóvil de lujo diseñado por el ingeniero suizo.
En 1938, el último año que se producen automóviles Hispano-Suiza en Francia, Marc Birkigt dejó como jefe de producción de la fábrica de Bois-Colombes a su yerno Maurice Heurteux, trasladándose a Ginebra junto con su hijo Louis para dirigir una nueva empresa, "La Hispano-Suiza (Suisse), S. A.".

#### La Segunda República Española

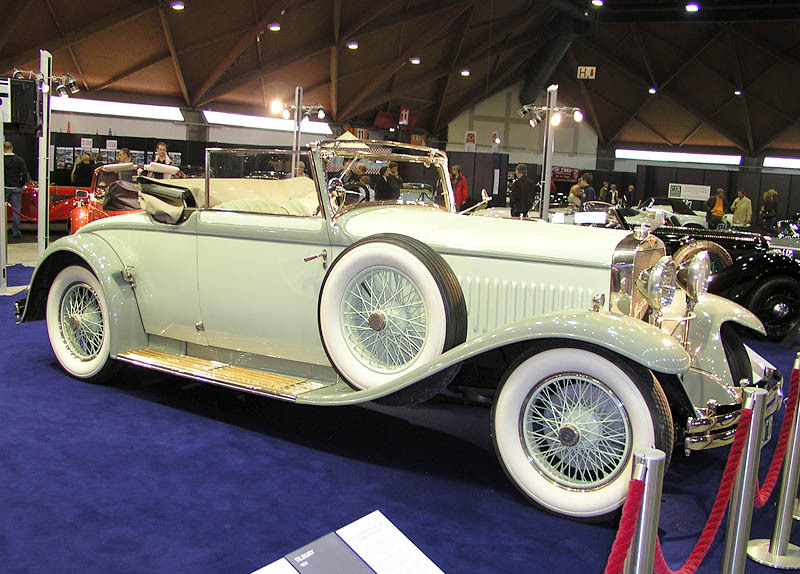
Hispano-Suiza T49 (España) de 1924.

El 14 de abril de 1931 se proclamó la Segunda República Española, perdiendo la marca uno de sus más importantes patrocinadores: Alfonso XIII, que marchó al exilio. Por decreto del nuevo gobierno, la bandera tricolor republicana (rojo-amarillo-violeta) reemplazó a la bandera monárquica (rojo-gualda-rojo) en el escudo de los Hispano-Suiza producidos en Barcelona.
El cambio de régimen, afectó desde un principio a la imagen de Hispano-Suiza, asociada a la aristocracia y la burguesía. Las trabas burocráticas para la importación de materias primas,[cita requerida] supuso una reducción en la producción y una disminución de las ventas en España. No así en Francia, donde las ventas y prestigio estaban en su apogeo.
La fábrica de Guadalajara tuvo que venderse a Fiat S.p.A., si bien Hispano-Suiza se reservó la sección de aviación hasta su traslado a Alicante durante la Guerra Civil.
En 1931, 1932, 1933 y años sucesivos aparecieron en la fábrica de Barcelona diferentes tipos de modelos: el tipo 60, de 20 CV; el T64 presentado en 1931, de 6 cilindros, de 90 x 120 del que produjeron pocas unidades; el 56 bis (con piezas procedentes de Francia) en serie normal y en el tipo Grand Sport, con chasis extra bajo de 36 CV, todos ellos de seis cilindros y rápida aceleración.
En el año 1932 salió a la venta por primera vez un modelo cuyo diseño no correspondía a Birkigt, el T60. Este se caracterizaba por llevar árbol de levas lateral y válvulas en culata mandadas por empujadores y balancines; por otra parte fue el primer Hispano-Suiza con el volante situado a la izquierda. Este modelo fue sustituido en 1934 por el T60 RL que tenía un diseño más anticuado y por último en 1939 se vendía el T60 RLA, basado en el modelo anterior pero con el bastidor más largo y motor desplazado hacia delante.
El 7 de diciembre de 1935, víctima de una rápida enfermedad, falleció el dirigente de la compañía, Damián Mateu, la persona que con su visión para los negocios, capital (junto al de otros inversores), tesón y posición de vanguardia había fundado y consolidado toda una industria. Le sucedería en la presidencia su hijo Miguel Mateu. Miguel asume el mando de la empresa bajo unas circunstancias muy desfavorables en un ambiente prebélico, que desembocaría a los pocos meses en la guerra civil española.
Con la sublevación militar contra el gobierno de la Segunda República, en julio de 1936, la CNT se incautó la compañía. Más adelante el gobierno de la Generalidad de Cataluña nacionalizó las fábricas catalanas de la marca mediante un decreto firmado por su presidente Lluis Companys, legalizando la gestión obrera de los comités de trabajadores.
En Hispano-Suiza irrumpe el comité de trabajadores revolucionarios que asesinan al administrador, Manuel Lazaleta. Los consejeros de la empresa consiguen pasar la frontera y se exilian en Francia. Miguel Mateu es detenido en la frontera de Gerona, pero gracias a la rápida intervención del cónsul de Francia consigue salvar la vida y exiliarse. Desde allí, Miguel Mateu planea abrir una fábrica en Sevilla para la fabricación y reparación de aeronaves de la aviación del general Francisco Franco.
La fábrica Hispano-Suiza de Barcelona, en manos de sus trabajadores, comienza a construir vehículos blindados. La maquinaria de la fábrica de Guadalajara se trasladó a un taller de Alicante donde se empleaba para reparar los aviones de fabricación soviética que participaban en la guerra con el bando gubernamental. En Francia, los dirigentes exiliados de Hispano-Suiza apoyaron a los militares sublevados y pronto montaron un taller en Sevilla para la aviación de Franco.
El 1 de abril de 1939, la guerra civil española se da por terminada y Franco entra oficialmente en Madrid a bordo de un Hispano-Suiza durante el desfile de la victoria celebrado el 19 de mayo de 1939.

#### Posguerra y transformación
Cuando terminó la contienda, Hispano-Suiza recuperó las fábricas de Barcelona y Guadalajara, pero la última estaba completamente desmantelada.
En 1940 Birkigt, junto con su hijo, volvió a Barcelona para ayudar a Miguel Mateu en el intento de reflotar la compañía. Padre e hijo trabajaron en el desarrollo de un motor para camiones, dadas las urgentes necesidades del país, el llamado Tipo 66, además del proyecto de un cañón.
La empresa se dividió en tres secciones: una dedicada a la aviación, cañones y material militar; otra a automóviles y camiones y una tercera que se denominó "Hijo de Miguel Mateu S. A." para la producción de máquinas-herramienta. En 1944 salió el camión Tipo 66 G (antecesor del Pegaso I) de excelentes cualidades. Sobre su chasis se montaron camiones 4X4, furgones, autobuses, trolebuses y trolecares. Asimismo se reanudó la producción de dos modelos anteriores a la guerra civil, concretamente los turismos T49 hasta 1944 y el T60 hasta 1945.
Fue precisamente en Barcelona donde Birkigt recibió en enero de 1945 la grata noticia de que en su país natal había sido nombrado doctor honoris causa por el Instituto Politécnico de Zúrich. Asimismo había sido condecorado tanto en España, con la Gran Cruz de Isabel la Católica y la Gran Cruz del Mérito Militar con distintivo blanco, como en Francia con la Legión de Honor de la República Francesa. Dada la inminente desaparición de la Hispano-Suiza española, Marc Birkigt vuelve a Suiza para reorganizar la empresa que había fundado unos años atrás, "La Hispano-Suiza (Suisse), S. A.", la cual reorientó hacia la producción de máquinas-herramienta, dejando a su hijo Louis a cargo de la misma, al tiempo que su yerno Maurice se hacía con la dirección general de la factoría francesa. Aunque se retiró a un segundo plano, Marc Birkigt se interesaba por la marcha de ambas empresas y se instaló definitivamente en Versoix, cerca de Ginebra, donde fallecería el 15 de marzo de 1953.
El empobrecimiento y aislamiento internacional de España se hizo cada vez más patente en el periodo autárquico de posguerra, lo que unido a los altos aranceles de importación y escasez de materias primas, así como a los altos costes de exportación de automóviles manufacturados, provocaron que las ventas dentro de España se redujesen notablemente.
Por lo tanto, el mercado interior se fue quedando muy reducido, mientras que el acceso al exterior se vio imposibilitado por los altos impuestos que la marca había de pagar y el reducido capital de que disponía Hispano-Suiza después de la guerra.
El gobierno franquista consideró que la máxima eficiencia en la construcción de camiones solo se conseguiría con una gran empresa nacional y nacionalizada. Es por ello que intervino en 1946, después de presionar a sus propietarios para que accedieran a vender Hispano-Suiza al recién creado Instituto Nacional de Industria (INI), logrando finalmente sus objetivos. Se funda así la empresa nacional ENASA, que adquirió las fábricas y patentes de Hispano-Suiza y que fabricó automóviles bajo la marca Pegaso. Hacia 1956 se formaría una pequeña empresa de microcoches basada en unas pocas herramientas y maquinaria que no fue vendida a ENASA, llamada Fábrica Hispano.
En Francia se reprodujo la situación española; durante la Segunda Guerra Mundial, la fábrica de Hispano-Suiza empezó a construir únicamente motores y piezas para aviones, dejando de producir automóviles. Es de destacar los logros obtenidos por la misma durante el conflicto bélico. Como consecuencia de la guerra civil española y la Segunda Guerra Mundial, se produce entre las dos sociedades la separación definitiva a partir de la nacionalización de la parte francesa, que conduciría a la situación actual.

#### Situación actual
Hoy en día los Hispano-Suiza clásicos son cotizadas piezas de colección que dejaron de producirse en el año 1946. Aun así, continúan siendo coches de lujo al alcance de unos pocos, que siguen levantando la admiración de aficionados al automovilismo y público en general. Los herederos de la rama española de la empresa están haciendo un esfuerzo por relanzar la marca y mantener su imagen de prestigio, fabricando limitadas series de automóviles de gran lujo, como el Carmen.
En cuanto a la Hispano-Suiza francesa, se integra en el grupo francés Safran, un conglomerado de industrias aeroespaciales, aeronáuticas, defensa, telecomunicaciones y seguridad.
Refundación
En 2019 se refundó la marca Hispano-Suiza y presentó, en el Salón del Automóvil de Ginebra, el Carmen (cuyo nombre se debe a Carmen Mateu, nieta del fundador y primer presidente, Damián Mateu), un superdeportivo biplaza 100% eléctrico de altas prestaciones y de muy alta gama, con un precio inicial de 1,5 millones de euros. Tras más de 70 años de ausencia del mercado, la marca familiar Hispano-Suiza se posiciona nuevamente en el segmento de automóviles de lujo.

El actual presidente de la compañía es el empresario y abogado Miguel Suqué Mateu (bisnieto de Damián Mateu). A fecha de 2021, la empresa tenía en plantilla un pequeño equipo de 40 profesionales de la industria automotriz, con Sergio Martínez Campos como consejero delegado, Francesc Arenas como director de diseño y Víctor Cobos como director de marca. En 2023 la marca participó en el festival de velocidad de Goodwood, con Luis Pérez Sala al volante de un Carmen Boulogne.
Extreme E

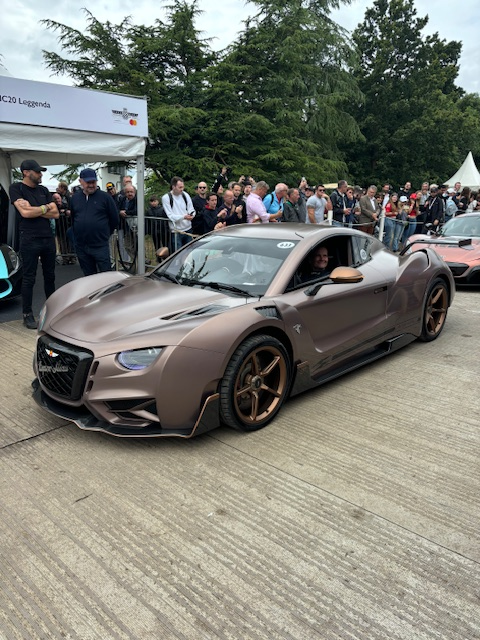
Un Hispano-Suiza Carmen Sagrera en el Goodwood Festival of Speed (2024).

La empresa compitió en 2021 en el campeonato de automovilismo eléctrico Extreme E bajo el nombre de Hispano Suiza Xite Energy Team. Acabaron en la 9.ª posición, al ser un mal resultado Xite Energy se separó y en 2022, Hispano-Suiza anunció su continuidad en Extreme E, como patrocinador del equipo Carlos Sainz XE team Acciona; el equipo acabó tercero con 66 puntos. En 2023, Hispano-Suiza dejó de patrocinar a Sainz XE Team Acciona y salió definitivamente de Extreme E.

## Modelos por orden cronológico

### Automóviles de ciudad y turismo[16]
| Modelos                                            | Años de lanzamiento y de fabricación          | N.º de cilindros | Potencia (CV)                           | Cilindrada (cc)                                                                            | Frenos                                                                     | Cambio                                                                          | Velocidad máxima (km/h)                                | Lugar de fabricación                                             | Unidades fabricadas                                                      |
| -------------------------------------------------- | --------------------------------------------- | ---------------- | --------------------------------------- | ------------------------------------------------------------------------------------------ | -------------------------------------------------------------------------- | ------------------------------------------------------------------------------- | ------------------------------------------------------ | ---------------------------------------------------------------- | ------------------------------------------------------------------------ |
| 10HP                                               | 1904                                          | 4                | 10                                      | ~                                                                                          | ~                                                                          | ~                                                                               | ~                                                      | España                                                           | No llega a fabricarse                                                    |
| 14HP                                               | 1904-1908                                     | 4                | ~                                       | 2.412cc (80x120mm.)                                                                        | Al pie sobre la transmisión y por palanca sobre los tambores traseros.     | Manual, 3 y 4 velocidades y marcha atrás                                        | 60 km/h en llano                                       | España                                                           | 14                                                                       |
| 20HP (20-24HP)                                     | 1905-1907                                     | 4                | 30CV                                    | 3.768cc (100x120mm.)                                                                       | Al pie sobre la transmisión y por palanca sobre los tambores traseros.     | Manual, 4 velocidades y marcha atrás                                            | 80 km/h en llano                                       | España                                                           | 116                                                                      |
| 40HP                                               | 1906-1907                                     | 4                | 45CV                                    | 7.440cc (130x140mm.)                                                                       | Al pie sobre la transmisión y por palanca sobre los tambores traseros.     | Manual, 4 velocidades y marcha atrás                                            | Más de 100 km/h en llano                               | España                                                           | 32                                                                       |
| 12-15HP                                            | 1908-1913                                     | 4                | 18-20CV                                 | 2.212cc (80x110mm.)                                                                        | Al pie sobre la transmisión y por palanca sobre los tambores traseros.     | 3 y retroceso                                                                   | ~                                                      | España y Francia                                                 | 109(E), 50(F)                                                            |
| 20-30HP                                            | 1908-1909                                     | 4                | 30CV                                    | 3.768cc (100x120mm.)                                                                       | Al pie sobre la transmisión y por palanca sobre los tambores traseros.     | Manual, 4 velocidades y marcha atrás                                            | ~                                                      | España                                                           | 60                                                                       |
| 30-40HP                                            | 1908                                          | 6                | 43CV                                    | 6.126cc (100x130mm.)                                                                       | Al pie sobre la transmisión y por palanca sobre los tambores traseros.     | Manual, 4 velocidades y marcha atrás                                            | ~                                                      | España                                                           | 1 Prototipo                                                              |
| 40-50HP                                            | 1908-1910                                     | 4                | 45CV                                    | 7.440cc (130x140mm.)                                                                       | Al pie sobre la transmisión y por palanca sobre los tambores traseros.     | Manual, 4 velocidades y marcha atrás                                            | Más de 100 km/h en llano                               | España                                                           | 30                                                                       |
| 60-75HP                                            | 1907-1908                                     | 6                | 76CV a 1.400rpm.                        | 11.160cc(130x140mm.)                                                                       | Al pie sobre la transmisión y por palanca sobre los tambores traseros.     | Manual, 4 velocidades y marcha atrás                                            | ~                                                      | España                                                           | 8                                                                        |
| 15-20HP                                            | 1910-1914                                     | 4                | 28 a 30CV                               | 2.612cc (80x130mm.)                                                                        | Al pie sobre la transmisión y por palanca sobre los tambores traseros.     | Manual, 3 velocidades y marcha atrás                                            | 80 km/h (normal), 75 km/h (largo) y 90 km/h (carreras) | España                                                           | ~                                                                        |
| 20-30HP                                            | 1910                                          | 4                | 32CV a 1.400rpm.                        | 4084cc (100x130mm.)                                                                        | Tambor sobre las ruedas traseras.                                          | Manual, 3 velocidades y marcha atrás                                            | ~                                                      | España                                                           | 12                                                                       |
| 30-40HP                                            | 1910-1914                                     | 4                | 45CV                                    | 4.712cc (100x150mm.)                                                                       | Tambor sobre las ruedas traseras.                                          | Manual, 3 velocidades y marcha atrás                                            | ~                                                      | España                                                           | ~                                                                        |
| 35 Cr Copa de Catalunya                            | 1909-1910                                     | 4                | ~                                       | 1909: 1.856cc (65x140mm.), 1910: 2.384cc (65x180mm.) y 2.665 (65x200mm.)                   | Tambor sobre las ruedas traseras.                                          | Manual, 3 velocidades y marcha atrás                                            | ~                                                      | España                                                           | 9 (3 de cada cilindrada). Para uso exclusivo en competición.             |
| Alfonso XIII T45                                   | 1910-1914                                     | 4                | 40-45CV                                 | 1909-1911: 3.416cc (80x170mm.), 1911-1914: 3.616cc (80x180mm.) y 1914: 4.584cc (90x180mm.) | Tambor sobre las ruedas traseras.                                          | Manual, 4 velocidades y marcha atrás (4 velocidades en opción a partir de 1912) | 120 km/h (corto), 115 km/h (ligero) y 100 km/h (largo) | España y Francia                                                 | ~                                                                        |
| Tipo 21 15HP de Luxe (15-30HP en España)           | 1913                                          | 4                | ~                                       | 2.612cc (80x130)                                                                           | Tambor sobre las ruedas traseras.                                          | Manual, 4 velocidades y marcha atrás (monobloque con el motor)                  | ~                                                      | España y Francia                                                 | ~                                                                        |
| Tipo 22 18HP de Luxe (18-60HP en España)           | 1913                                          | 4                | ~                                       | 3.816cc (90x150mm.)                                                                        | Tambor sobre las ruedas traseras.                                          | Manual, 4 velocidades y marcha atrás (monobloque con el motor)                  | ~                                                      | España y Francia                                                 | ~                                                                        |
| Tipo 23 30HP de Luxe (30-90HP en España)           | 1913                                          | 4                | ~                                       | 5.640cc (100x180mm.)                                                                       | Tambor sobre las ruedas traseras.                                          | Manual, 4 velocidades y marcha atrás (monobloque con el motor)                  | ~                                                      | España y Francia                                                 | ~                                                                        |
| Tipo 24 (8-10HP)                                   | 1914-1922                                     | 4                | 33CV a 3.000 rpm.                       | 1.848cc (70x120mm.)                                                                        | Tambor sobre las ruedas traseras.                                          | Manual, 4 velocidades y marcha atrás                                            | ~                                                      | España y Francia                                                 | ~                                                                        |
| Tipo 26 (Alfonso XIII 16v)                         | 1914-1915                                     | 4                | 75CV                                    | 4.584cc (90x180mm.)                                                                        | Tambor sobre las ruedas traseras.                                          | Manual, 4 velocidades y marcha atrás                                            | ~                                                      | España y Francia                                                 | 56                                                                       |
| 16HP (Motor tipo 30)                               | 1915-1924                                     | 4                | 56CV a 2.800 rpm.                       | 2.952cc (85x130mm., 87x130mm. a partir de 1922)                                            | Tambor sobre las ruedas traseras.                                          | Manual, 4 velocidades y marcha atrás                                            | ~                                                      | España y Francia                                                 | ~                                                                        |
| 30HP "España" (Tipo 32)                            | 1915-1924 (comercializado a partir de 1917)   | 4                | 95CV a 3.000 rpm.                       | 4.712cc (100x150mm.)                                                                       | Tambor sobre las ruedas traseras.                                          | Manual, 4 velocidades y marcha atrás                                            | ~                                                      | España y Francia                                                 | ~                                                                        |
| Tipo 46 (H6 o H6B)                                 | H6: 1919-1923 H6B:1924-1928 H6B Bis:1929-1932 | 6                | 135CV a 2.400 rpm.                      | 6.597cc (100x140mm.)                                                                       | De tambor en las 4 ruedas con servofreno Hispano-Suiza                     | Manual, 3 velocidades y marcha atrás                                            | 140 km/h                                               | Francia, Checoslovaquia                                          | 2.058 (F), 170 (C)                                                       |
| Tipo 56 (H6C)                                      | H6C: 1924-1928 H6C Bis: 1929-1934             | 6                | 160CV                                   | 7.982cc (110x140mm.)                                                                       | De tambor en las 4 ruedas con servofreno Hispano-Suiza                     | Manual, 3 velocidades y marcha atrás                                            | 160 km/h                                               | España, Francia                                                  | 345 (F), Aprox. 200 (E)                                                  |
| T49                                                | 1925-1936 y 1939-1944                         | 6                | 75CV                                    | 3.745cc (85x110mm.)                                                                        | De tambor en las 4 ruedas con servofreno Hispano-Suiza                     | Manual, 3 velocidades y marcha atrás                                            | 120 km/h                                               | España, Argentina                                                | 1.000 (España), 200 (Argentina)                                          |
| T48                                                | 1924-1929                                     | 4                | 55CV a 2.800rpm.                        | 2.497cc(85x110mm.)                                                                         | De tambor en las 4 ruedas con servofreno Hispano-Suiza                     | Manual, 3 velocidades y marcha atrás                                            | 100 km/h                                               | España                                                           | 140                                                                      |
| T64 (Júnior 26HP en la HS Francesa y Ballot HS-26) | 1929-1932                                     | 6                | 90CV a 2.800rpm.                        | 4.560cc (90x120mm.)                                                                        | De tambor en las 4 ruedas con servofreno Hispano-Suiza                     | Manual, 3 velocidades y marcha atrás                                            | 130 km/h                                               | España, Francia (Hispano-Suiza francesa y Ballot, bajo licencia) | No hay datos precisos: un máximo de 200 en España y unas 127 en Francia. |
| Tipo 68 (J12 o 54HP)                               | 1931-1938                                     | 12               | 220CV a 3.000rpm.(250CV en modelos Bis) | 9.424cc (11.310 en modelos Bis)                                                            | De tambor en las 4 ruedas con servofreno Hispano-Suiza                     | Manual, 3 velocidades y marcha atrás                                            | 170 km/h                                               | Francia                                                          | 106                                                                      |
| T60                                                | 1932-1933                                     | 6                | 58CV a 2.800rpm.                        | 3.016cc (80x100mm.)                                                                        | De tambor en las 4 ruedas con servofreno Hispano-Suiza                     | Manual, 3 velocidades y marcha atrás                                            | 110 km/h                                               | España                                                           | 50                                                                       |
| T60 RL/RLA                                         | A partir de 1934                              | 6                | 70CV a 3.000rpm.                        | 3.404cc (85x100mm.)                                                                        | De tambor en las 4 ruedas con mando hidráulico Loocked servofreno de vacío | Manual, 3 velocidades y marcha atrás                                            | 110km/h                                                | España                                                           | Se ignora                                                                |
| Tipo 70 (K6 o 30HP)                                | 1934-1937                                     | 6                | 140CV a 3.200rpm.                       | 5.184cc                                                                                    | De tambor en las 4 ruedas con servofreno Hispano-Suiza                     | Manual, 3 velocidades y marcha atrás                                            | 140 km/h                                               | Francia, España                                                  | 202(F), Prototipos(identificados como"M70")(E)                           |
| Carmen                                             | 2019-presente                                 | n/a              | 1019 CV (1005 HP; 749 kW)               | n/a                                                                                        | De disco cerámico AP Racing                                                | n/a                                                                             | 290 km/h (180 mph)                                     | España                                                           | 24 (incluyendo la versión especial Boulogne)                             |

### Camiones y autobuses[17]
| Modelos                    | Años de lanzamiento | N.º de cilindros | Potencia (CV)         | Cilindrada (cc)       | Velocidad máxima (km/h)                    | Consumo (Litros/100Km) | Lugar de fabricación |
| -------------------------- | ------------------- | ---------------- | --------------------- | --------------------- | ------------------------------------------ | ---------------------- | -------------------- |
| 40HP (prototipo)           | 1906                | 4                | 47CV a 1.350rpm.      | 7.400cc (130x140mm.)  | 23 km/h                                    | 50                     | España               |
| 24HP (prototipo)           | 1906                | 4                | 30CV a 1.350rpm.      | 3.440cc (100x120mm.)  |                                            | 24                     | España               |
| 24HP                       | 1906                | 4                | 33CV a 1.350rpm.      |                       |                                            |                        | España               |
| 60/75HP                    | 1907                | 6                | 76CV                  | 11.140cc (130x140mm.) |                                            |                        | España               |
| 12/15HP                    | 1908                | 4                | 18,5CV a 1.400rpm.    | 2.200cc (80x110mm.)   |                                            |                        | España               |
| 25/30HP                    | 1908                | 4                | 32CV a 1.400rpm.      | 4.800cc (100x120mm.)  |                                            |                        | España               |
| 12/20HP                    | 1911                | 4                | 27CV a 1.500rpm.      | 2.600cc (80x130mm.)   | 25 km/h                                    | 22                     | España               |
| 30/40HP                    | 1911                | 4                | 43CV a 1.500rpm.      | 4.710cc (100x150mm.)  | 30 km/h                                    | 35                     | España               |
| 40/50HP                    | 1915                | 4                | 53,5CV a 1.300rpm.    | 6.840.cc (110x180mm.) |                                            | 45-50                  | España               |
| 50/60HP (Tipo 204)         | 1926                | 4                | 70CV a 1.500-2000rpm. | 6.840cc (110x180mm.)  | 45-50 km/h (Camión) - 55-60 km/h (Autobús) | 38                     | España               |
| 2T-4                       | 1929                | 4                | 39CV a 2.000rpm.      | 2.900cc (85x130mm.)   | 65-70 km/h                                 |                        | España               |
| T60                        | 1930                | 6                | 56CV a 2.500rpm.      | 3.400cc (80x100mm.)   | 75-80 km/h                                 | 22-25                  | España               |
| T69Bis                     | 1931                | 6                | 107CV a 2.500rpm.     | 8.000cc (110x140mm.)  | 85-90 km/h (Camión) - 100 km/h (Autobús)   | 38-40                  | España               |
| 3T-6 (T60R)                | 1933                | 6                | 63CV a 2.500rpm.      | 3.700cc (85x100mm.)   |                                            |                        | España               |
| T65 - 4T4G (G de "guerra") | 1936-1939           | 4                | 73CV a 2000rpm.       |                       |                                            |                        | España               |
| 66G                        | 1944                | 6                | 110CV a 3.250rpm.     | 5.100cc (95x120mm.)   | 60 km/h                                    | 45                     | España               |
| 66D                        | 1944?               | 6                | 128CV a 2.000rpm.     | 8.500cc (110x150mm.)  | 78 km/h                                    | 26                     | España               |

## Armas
Entre los modelos de armas militares se puede destacar su cañón más popular, el Hispano-Suiza HS.404 de 20 mm, que se montó en muchos cazas Aliados durante la Segunda Guerra Mundial.